# 迷子の警察音楽隊
『迷子の警察音楽隊』（まいごのけいさつおんがくたい、原題: ביקור התזמורת, 英題: The Band's Visit）は、2007年のイスラエル・フランス・アメリカ合衆国のコメディ映画。
第20回東京国際映画祭東京サクラグランプリ（最優秀作品賞）、第20回ヨーロッパ映画賞主演男優賞、ディスカバリー賞受賞。第60回カンヌ国際映画祭ある視点部門出品作品。

## ストーリー
1990年代、イツハク・ラビンがイスラエル首相だった時代の話である。8人からなるエジプトのアレクサンドリア警察音楽隊が、イスラエルの空港に到着した。彼らはペタハ・ティクヴァのアラブ文化センターで演奏するようにと招かれたのだった。しかし手違いからか、いくら待っても迎えが来ない。ずっと自分たちの力でやって来たという、誇り高い団長のトゥフィークは自力で目的地に行こうとする。しかし、若い団員カーレドが聞き間違えたのか案内係が聞き間違えたのか、彼らの乗ったバスは、ネゲヴ砂漠近くの目的地と一字違いのベイト・ハティクヴァという辺境の街に到着してしまう。
一行は街の食堂で昼食を取ることになるが、もうその日はバスがないという。演奏の予定は明日の夕方だった。食堂の女主人ディナはこの街にはホテルはないので、自分の家と常連客イツィクの家と店に寝泊りしているパピの部屋に分散して泊まるように団長に勧める。団長はディナの主人の了解が必要だと心配するが、ディナは独身だというので彼女の好意を受け入れることにする。
団長とカーレドはディナの集合住宅に案内される。部屋でくつろいだ後、団長はディナの誘いで街をみて廻ることになる。食堂で二人は音楽について語りあう。団長はディナに「近頃は音楽は大切にされなくなった。人々は金儲けや効率化や値踏みのことで忙しくなりすぎている」と語る。その後、外のベンチでも音楽や釣りの楽しさについて語りあう。団長は亡くなった妻のこと、亡くなった息子がいたことも語った。
団長の筆頭部下のシモンたち三人は、イツィクの家に招かれ家族と共に食事を囲む。しかし、三人はおとなしく、話が弾まない。しかし、イツィクが音楽のことに話を向けるとようやく、場がなごんで来る。
ディナの家に残ったカーレドは外に出て店までゆき、店の前で待ち合わせをしているパピに頼んで一緒に街に連れ出してもらう。パピには紹介された女性がいたが、デートになれていないパピは女性を泣かせてしまう。そこで、カーレドはパピの指南役となり、パピを女性のとなりに座らせ、手取り足取り誘導し女性を慰めさせる。
団長とディナは家に戻り、団長は自分の妻が亡くなったことは自分のせいだったと話す。自分が息子の過ちを厳しくとがめたせいで息子は自殺し、妻もその悲しみのあまり自殺に至ったことを明かす。息子も妻と同じように繊細な心の持ち主だったことを自分は深く理解していなかったことが原因だと話す。カーレドも外出から戻ってくる。
翌朝を迎え団長は、団員たちと共に女主人のディナに感謝の気持ちを伝え、バスに乗りアラブ文化センターに向かう。無事、到着した彼らは聴衆の前で演奏を始める。

## キャスト
- サッソン・ガーベイ - トゥフィーク（団長）
- ロニ・エルカベッツ（英語版） - ディナ（食堂の女主人）
- サーレフ・バクリ（英語版） - カーレド（楽団員）
- カリファ・ナトゥール（ヘブライ語版） - シモン（楽団員）
- ルビ・モスコヴィッチ - イツィク（食堂の常連客）
- シュロミ・アヴラハム - パピ（食堂の住人）

## スタッフ
- 監督：エラン・コリリン
- 脚本：エラン・コリリン
- 撮影：シャイ・ゴールドマン
- プロダクションデザイン：エイタン・レヴィ
- 衣装デザイン：ドロン・アシュケナジ
- 音楽：ハビブ・シェハーデ・ハンナ